# دوجا کت
امالا راتنا زندیل دلامینی (به انگلیسی: Amala Ratna Zandile Dlamini؛ زادهٔ ۲۱ اکتبر ۱۹۹۵) که بیشتر با نام هنری دوجا کَت (به انگلیسی: Doja Cat) شناخته می‌شود، خواننده و ترانه‌سرای آمریکایی می‌باشد. او در لس آنجلس متولد و بزرگ شد و از نوجوانی شروع به ساخت و انتشار موسیقی در ساوندکلاود کرد. ترانهٔ «خیلی مست» وی توجهٔ کموساب و آرسی‌ای رکوردز را به‌خود جذب کرد، به‌طوری که وی تا قبل از انتشار نخستین آلبوم چندآهنگهٔ خود تحت عنوان پوررر! در سال ۲۰۱۴ با آن‌ها قرارداد امضا کرد.
پس از وقفه‌ای در انتشار موسیقی و انتشار بدون اتفاق اولین آلبوم استودیویی اش، امالا، دوجا به‌عنوان یک میم اینترنتی با تک‌آهنگ سال ۲۰۱۸ خود «مووو!»، یک آهنگ جدید که در آن ادعاهای طنزآمیز درباره گاو بودنش مطرح می‌کند، به موفقیت گسترده‌ای دست‌یافت. او با استفاده از محبوبیت روزافزون خود دومین آلبوم استودیویی خود را با نام هات پینک در سال بعد منتشر کرد. این آلبوم بعداً به ده رتبه برتر بیلبورد ۲۰۰ ایالات متحده رسید و تک‌آهنگ  «بگو خب» را تولید کرد. ریمیکس آن با حضور نیکی میناژ در صدر بیلبورد هات ۱۰۰ قرار گرفت. سومین آلبوم استودیویی او، پلنت هر (۲۰۲۱)، چهار هفته در رتبه دوم بیلبورد ۲۰۰ قرار گرفت و ده تک‌آهنگ برتر «منو بیشتر ببوس» (با حضور سیزا)، «باید بدانم» و «زن» را ایجاد نمود. چهارمین آلبوم استودیویی او، اسکارلت (۲۰۲۳)، به صورت هیپ هاپ محوری بود و در بین پنج بیلبورد ۲۰۰ به اوج رسید، در حالی که تک‌آهنگ اصلی آن «شهر را قرمز رنگ کن» موفق‌ترین ترانهٔ دوجا تا به امروز است و باعث اولین نامبر وان انفرادی او در هات ۱۰۰ شد. 
دوجا کت در جشنواره جهانی شهروند در سال ۲۰۲۴ در سخنانی به حمایت از مردم فلسطین پرداخت.

## اوایل زندگی و تحصیل
امالا راتنا زندیل دلامینی در ۲۱ اکتبر ۱۹۹۵ در محلهٔ تارزانا، واقع در لس آنجلس، کالیفرنیا، بر جهان چشم گشود. مادر وی، دبورا ساویر، طراح گرافیک آمریکایی با اصالت یهودی است و پدرش، دومیسانی دلامینی، هنرمندی اهل آفریقای جنوبی با تبار زولو می‌باشد که بیشتر به‌خاطر ایفای نقش کروکودیل در نسخهٔ اصلی برادوی موزیکال سارافینا! همچنین در اقتباس سینمایی آن در سال ۱۹۹۲ شناخته می‌شود. این دو پس از آشنایی در نیویورک، جایی که دومیسانی در برادوی اجرا داشت، وارد رابطه‌ای کوتاه‌مدت شدند اما پدرش به‌دلیل مشغله‌های کاری و تور فرصت کافی برای گذراندن وقت با دلامینی و برادرش را نداشت. وی نیز اظهار کرده که به‌دلیل دلتنگی برای خانه و وطن خود خانواده‌اش‌را در ایالات متحده ترک کرده و به آفریقای جنوبی بازگشته، با امید این‌که آن‌ها به او ملحق شوند، با این‌حال، دلامینی در موارد متعددی اشاره کرده‌است که از پدرش دور بوده و ارتباطی با او نداشته و گفته که «هرگز او را ندیده‌است». پدر وی این ادعاها را رد کرده و گفته که رابطه‌ای «سالم» با دخترش دارد. همچنین اظهار کرد که تیم مدیریتی دلامینی تلاش کرده‌اند تمامی تلاش‌های او برای برقراری ارتباط با دخترش را مسدود کنند، زیرا از این می‌ترسیدند که «ممکن است او را از دست بدهند».
بلافاصله پس از تولدش، دلامینی از تارزانا به رای، نیویورک نقل مکان کرد، جایی که به‌مدت پنج سال با مادربزرگ مادری‌اش که معمار و نقاش بود زندگی کرد. در سن هشت سالگی، دلامینی به‌همراهٔ مادر و برادرش به کالیفرنیا بازگشت و در سای آنانتام آشرام، کومونه‌ای در آگورا هیلز زندگی کرد و به مدت چهار سال آیین هندو را تمرین نمود. در حین زندگی در این کومونه دلامینی شروع به پوشیدن روسری‌های پوشانندهٔ سر و گردن و خواندن بژان‌ها در معبد کرد، اما اظهار داشت که در آن مدت احساس می‌کرد نمی‌تواند «یک بچه باشد».
خانواده‌اش سپس به اوک پارک نقل مکان کردند، جایی که وی شرکت در کلاس‌های رقص را آغاز کرد و «دوران کودکی‌ای ورزشی» را تجربه کرد، او اغلب اسکیت‌سواری می‌کرد و برای شرکت در کمپ‌های موج‌سواری به مالیبو می‌رفت. دلامینی و برادرش که از معدود کودکان دورگه در آن منطقه به‌شمار می‌رفتند با تعصب و تبعیض نژادی روبه‌رو شدند.
با بزرگ‌تر شدن و فاصله گرفتن از آشرام وی در کلاس‌های رقص رقص بریک شرکت کرد و به یک گروهٔ حرفه‌ای پاپ‌لاکینگ پیوست که با آن در رقابت‌های رقص در سراسر لس‌آنجلس، در حالی‌که همچنان دانش‌آموز دبیرستان بود شرکت می‌کرد. عمه‌اش که مربی آواز بود به دلامینی آموزش خوانندگی داد تا به او در آزمون ورودی دبیرستان هنرهای نمایشی «دبیرستان هنرهای تجسمی و نمایشی رامون سی. کورتینز» کمک کند. او به‌طور مکرر از مدرسه غیبت می‌کرد تا در اتاق‌های گفت‌وگوی آنلاین شرکت کند. پس از اینکه از تحصیل و مسیر شغلی‌اش دلسرد شد، دلامینی ادعا می‌کند که در سال یازدهم متوجه شد «اجرای موسیقی و خود موسیقی تنها چیزی بود که همیشه برایش اهمیت داشت.» در نهایت، او در سن ۱۶ سالگی و در سال سوم دبیرستان از مدرسه ترک تحصیل کرد و این تصمیم‌را به مشکلات خود با اختلال کم‌توجهی-بیش‌فعالی (ADHD) نسبت داد، و گفت که «احساس می‌کردم که در یک نقطه گیر کرده‌ام و همهٔ دیگران به‌طور مداوم درحال پیشرفت هستند.»

## آلبوم‌شناسی
- امالا (۲۰۱۸)
- هات پینک (۲۰۱۹)
- پلنت هر (۲۰۲۱)
- اسکارلت (۲۰۲۳)
- Vie‏ (۲۰۲۵)